# Ziziphus globularis
Ziziphus globularis är en brakvedsväxtart som beskrevs av Nathaniel Wallich. Ziziphus globularis ingår i släktet Ziziphus och familjen brakvedsväxter. Inga underarter finns listade i Catalogue of Life.